# Herbert W. Spencer
Herbert Winfield Spencer (* 7. April 1905 in Santiago de Chile; † 18. September 1992 in Culver City, Kalifornien) war ein US-amerikanisch-chilenischer Filmkomponist und Orchestrator.

## Leben
Spencer absolvierte ein Musikstudium an der University of Pennsylvania und leitete dort die College-Band. Noch in den 1920er Jahren wirkte er als Saxophonist in Tanzorchestern mit, unter anderem bei Meyer Davis und den Dorsey Brothers. 1935 bot ihm der berühmte Filmkomponist Alfred Newman einen Job bei der 20th Century Fox an. Hier traf Spencer auf Earle Hagen, mit dem er später das Spencer-Hagen Orchestra gründete. Mit ihrer Combo nahmen beide Musiker für die RCA mehrere Alben auf dem X-Label auf. Die beiden gründeten außerdem einen Filmmusik-Service namens Music Scoring, Inc. (MSI). Die beiden komponierten für verschiedene Sitcoms wie Where's Raymond? (1953–1955), It’s Always Jan (1955–1956), My Sister Eileen (1960) und The Danny Thomas Show (1953–1957). 1960 wurde MSI aufgelöst.
Spencer komponierte anschließend für The Joey Bishop Show (1961–1964) und war Co-Komponist für The Fishin' Hole, den Theme Song der Andy Griffith Show. Als Orchestrator beteiligte er sich an Filmen wie Die kleine Prinzessin (1939), Musik, Musik (1942), Mr. Belvedere kann alles besser (1949), Blondinen bevorzugt (1953), Madame macht Geschichte(n) (1953), Karussell (1956), Funny Girl (1968) und Hello, Dolly! (1969).
In seiner sechzigjährigen Karriere war er zweimal für den Oscar nominiert: bei der Oscarverleihung 1971 zusammen mit Leslie Bricusse und Ian Fraser für Scrooge und bei der Oscarverleihung 1974 zusammen mit André Previn und Andrew Lloyd Webber für Jesus Christ Superstar. Für Scrooge erhielt er außerdem eine Golden-Globe-Nominierung.
Später arbeitete er häufig mit John Williams zusammen. Er orchestrierte unter anderem die erste Star-Wars-Trilogie, die Indiana-Jones-Filmreihe und E.T. – Der Außerirdische. 
Seine letzte Arbeit erfolgte für die Spielfilme Aus Mangel an Beweisen und Kevin – Allein zu Haus (beide 1990 und beide für John Williams).